# Baek Nam-jeong
Baek Nam-jeong (백남정?; 1936 – 26 agosto 2005) è stato un cestista sudcoreano.

## Carriera
Con la Corea del Sud ha disputato le Olimpiadi del 1956, disputando 7 partite.